# Portland Trail Blazers
Portland Trail Blazers, coneguda amb el sobrenom de Blazers, és una franquícia de l'NBA amb seu a Portland, Oregon. Participa en la Divisió Nord-oest de la Conferència Oest de l'NBA. L'únic anell de campions de l'NBA en el seu poder fou aconseguit l'any 1977 contra els Philadelphia 76ers per 4-2. Bill Walton, pivot dels Blazers, fou designat MVP de la final. Abans de traslladar-se al Rose Garden el 1995, els Blazers disputaven els seus partits com a locals al Memorial Coliseum. L'equip va entrar a l'NBA el 1970 i és l'única franquícia professional a Oregon d'una gran lliga esportiva. Els Blazers van gaudir a més d'un gran suport per part del públic; des del 1977 fins al 1995, l'equip va omplir el seu estadi durant 815 partits a casa consecutius, sent la major ratxa en la història de l'esport professional nord-americà.
Els Blazers han arribat a les Finals de l'NBA en tres ocasions, guanyant el seu únic campionat el 1977 i finalitzant subcampions el 1990 i 1992. A més, l'equip s'ha classificat pels playoffs en 25 de les 36 temporades que porten a l'NBA des de la seva existència, incloent una ratxa de 21 aparicions consecutives des de 1983 fins a 2003. Sis jugadors que pertanyen al Basketball Hall of Fame han vestit la samarreta dels Blazers (Lenny Wilkens, Bill Walton, Clyde Drexler, Drazen Petrovic, Arvydas Sabonis i Scottie Pippen) i quatre han estat reconeguts per l'NBA com un dels 50 millors jugadors de la història de la lliga (Scottie Pippen, Lenny Wilkens, Bill Walton i Clyde Drexler). Walton és el jugador més reeixit de la història dels Blazers, havent guanyat el MVP de les Finals el 1977 i el MVP de la temporada a l'any següent. Geoff Petrie, Sidney Wicks, Brandon Roy i Damian Lillard han rebut el premi Rookie de l'Any amb l'equip, Mike Schuler i Mike Dunleavy el de Millor Entrenador de l'Any, i Lenny Wilkens i Jack Ramsay han estat inclosos en el Hall of Fame com a entrenadors.

## Pavellons
- Memorial Coliseum (1970-1995)
- Rose Garden (1995-avui)

## Història

### 1970-74: Començaments a l'NBA

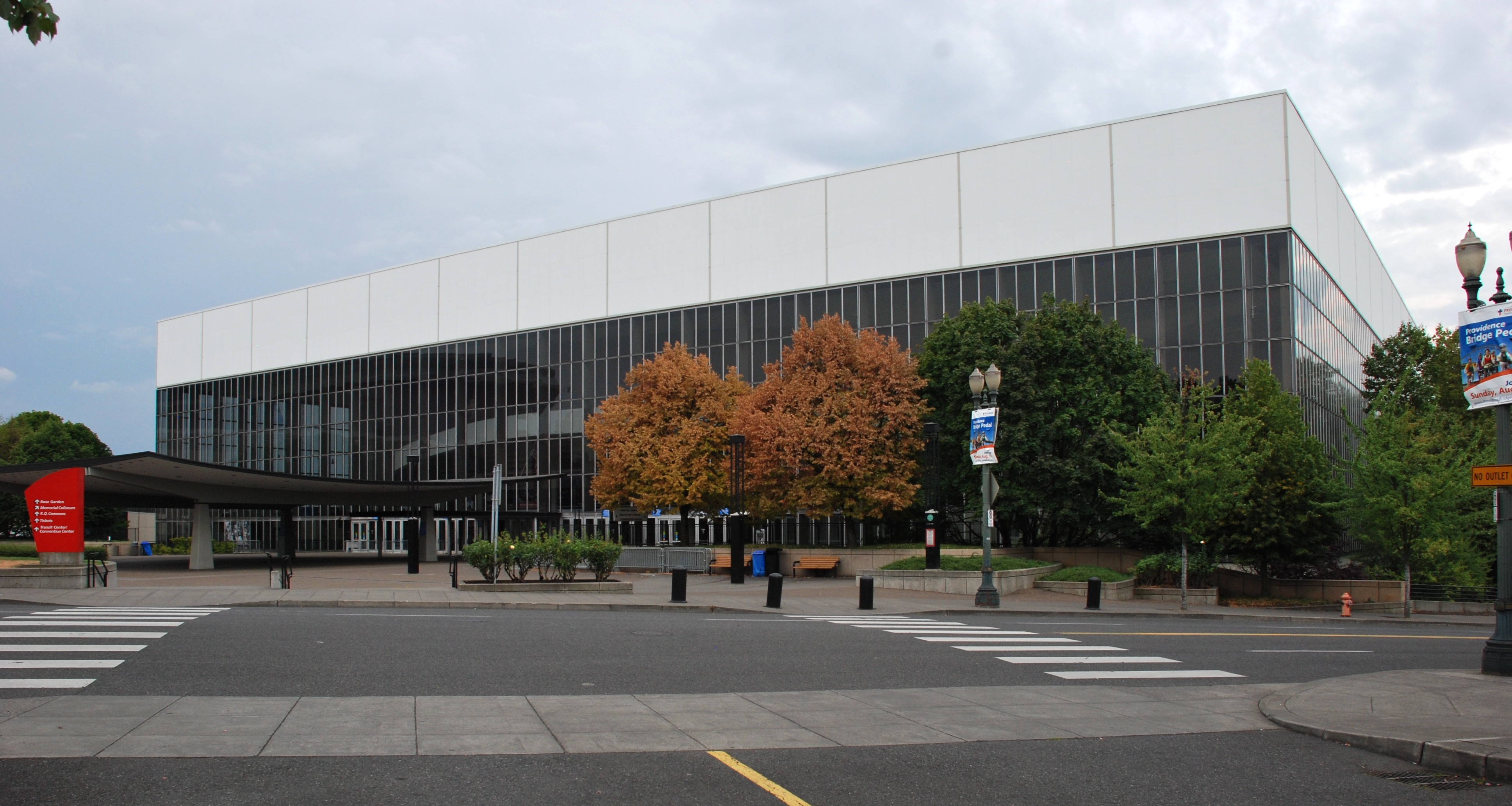
El Memorial Coliseum, el primer pavelló dels Blazers.

El 6 de febrer de 1970, i després del pagament de 3,7 milions de dòlars, la ciutat de Portland aconseguia tenir un equip en l'NBA, fruit de l'expansió d'aquest mateix any. Al costat dels Blazers, els Buffalo Braves (avui Los Angeles Clippers) i els Cleveland Cavaliers es van unir també a la lliga. L'equip es va construir al voltant de Geoff Petrie, una primera ronda del Draft provinent de la Universitat de Princeton, i l'aler de 2,08 LeRoy Ellis, que van aconseguir en el draft d'expansió.
Els Blazers van debutar en la lliga el 16 d'octubre de 1970, derrotant els també nous Cleveland Cavaliers per 115-112. Jim Barnett va anotar el primer punt en la història de la franquícia. Entrenats per Rolland Todd, tècnic procedent de la Universitat de Nevada-Las Vegas, els Blazers van finalitzar la temporada amb un balanç de 29 victòries i 53 derrotes, respectable per tractar-se d'una franquícia d'expansió. En aquella temporada, els afeccionats dels Blazers van poder gaudir de diverses actuacions memorables individuals, com els 26 rebots d'Ellis en un partit (rècord vigent fins al 1975, quan va ser superat per Sidney Wicks amb 27), i els 12 capturats en un quart pel mateix jugador setmanes després davant els New York Knicks. Barnett també va aconseguir un rècord que va trigar a batre's en anotar els 16 tirs lliures que va intentar el 18 de novembre davant els Atlanta Hawks.
Malgrat tot, les decepcions també van tenir cabuda al llarg de la temporada. El 24 de novembre, els joves Blazers van ser superats per una diferència de 52 punts pels Baltimore Bullets. Una de les millors notícies va ser Geoff Petrie, amb una mitjana de 24.8 punts per partit, la setena millor mitjana anotadora de la lliga, i guanyant el Rookie de l'Any juntament amb Dave Cowens, dels Boston Celtics.
Després d'un prometedor primer any a l'NBA, els Blazers van descendir de manera considerable el nivell de joc i solament van poder guanyar 18 partits en la segona temporada. Todd va ser acomiadat com a entrenador després de 56 partits i Stu Inman es va encarregar de reemplaçar-lo per als últims 26 partits de competició. En una temporada negativa va haver-hi moments memorables com l'actuació del capità de l'equip Rick Adelman el 19 de novembre de 1971 repartint 17 assistències contra els Cavaliers, un rècord que es mantindria en la franquícia fins a finals dels 80. Aquella no va ser l'única, ja que el millor partit dels Blazers va arribar el 18 de març de 1972; amb la temporada regular pràcticament finalitzada, l'equip va vèncer per 133-86 als Knicks, ferms aspirants a l'anell. Aquests 42 punts de diferència van ser durant una dècada un rècord en la franquícia.
El Rookie Sidney Wicks, procedent de UCLA, va ser el segon Rookie de l'Any en la història dels Blazers (en dues temporades d'existència), succeint al seu company Petrie. Wicks va fer una mitjana de 24,5 punts i 11,5 rebots, jugant a més l'All-Star Game. Petrie va aportar 18.9 punts per nit, sent el començament d'una de les millors parelles anotadores en la història de l'equip.
En la temporada 1972-73, els Blazers van fitxar a Jack McCloskey, entrenador del Wake Forest, per dirigir a l'equip. La millora es va notar, encara que solament van ser capaços de guanyar 3 partits més que l'any anterior, finalitzant amb un balanç de 21-61. Petrie va anotar en dues ocasions 51 punts, rècord de la franquícia, ambdues amb els Houston Rockets com a rival. Petrie va fer una mitjana de 24,9 punts per partit, superant els 23,8 de Wicks, encara que l'últim va disputar el seu primer All-Star i únic com a titular en la seva carrera. En la següent temporada els Blazers van guanyar 27 partits i van aconseguir un registre de 5 victòries i 4 derrotes a l'octubre, sent el primer mes guanyador en la història dels Blazers. No obstant això, a partir d'aquesta data l'equip va començar la seva particular caiguda, rebent grans derrotes i estel·lars actuacions individuals de jugadors d'equips rivals. El 28 d'octubre, Elmore Smith va taponar 17 llançaments dels Blazers, rècord de tots els temps a l'NBA, i cinc mesos després Rick Barry va realitzar l'anotació més alta de la seva carrera amb 64 punts. McCloskey va ser destituït en finalitzar la temporada. Aquella temporada, a més, es va caracteritzar per l'elecció en el Draft de LaRue Martin, considerat el pitjor nombre 1 de draft de la història. Martin va fer una mitjana de 4,4 punts en la seva primera temporada i solament va romandre tres anys més a la lliga. L'error va ser evident en comprovar que jugadors com Bob McAdoo i Julius Erving van ser triats posteriorment.

### 1974-76: Arriba "Big Bill"
En la temporada 1974-75, sota la tutela del nou entrenador Lenny Wilkens i l'elecció en el Draft del pivot Bill Walton, tres vegades Jugador Universitari de l'Any amb UCLA, els Blazers van començar a mostrar signes de millora. Van aconseguir 11 victòries més pel que fa a la temporada anterior, finalitzant amb un balanç de 38-44.
En el primer partit de la temporada regular, els Blazers van derrotar els Cavaliers per 131-129 en quatre pròrrogues, convertint-se en el partit més llarg en la història de l'equip. El 16 de novembre davant Los Angeles Lakers, el base Larry Steele va robar 10 pilotes, rècord que es mantindria fins que Clyde Drexler ho igualés el 1986. Mesos després, en un partit a doble pròrroga a Los Angeles, Wicks va establir el rècord de la franquícia de més rebots en un partit amb 27. L'ala-pivot va disputar els 82 partits de la lliga i va liderar als Blazers en anotació (21.7 per nit) i en rebots (10.7). L'equip va acabar la temporada molt forta, amb una positiva marca de 9-7 el març i un 3-0 a l'abril.
Després de la prometedora temporada anterior, els Blazers van encarar la temporada 1975-76 amb agradables esperances. Encara que van perdre un partit més (37-45), la gran notícia va ser Walton, qui malgrat les lesions va començar a mostrar les seves qualitats. Al final del gener, Walton va dominar amb 22 rebots defensius davant els Golden State Warriors, i dies més tard va capturar altres 20 defensius contra els Washington Bullets. Les seves mitjanes al final de temporada van ser de 16.1 punts i 13.4 rebots per partit. Els Blazers també van afegir a la seva plantilla al base Rookie Lionel Hollins.
Malgrat tot, els Blazers seguien sent encara un conjunt jove i inexpert, mostra d'això va ser la major derrota en la història de la franquícia al febrer de 1976, quan els Chicago Bulls els va vèncer per 130-74. Amb el tancament de la temporada l'entrenador Wilkens va deixar l'equip per anar-se'n als Seattle SuperSonics, on reconstruiria a l'equip i els faria campió el 1979.

### 1976-77: Els Blazers guanyen el campionat
Els Blazers van dominar el món de la cistella en la temporada 1976-77, mostrant a tot el país un bàsquet excitant i un nivell de joc mai vist abans a Oregon. Després d'un decent 49-33 en la temporada regular, l'equip va poder per fi gaudir de la seva primera participació en uns playoffs de l'NBA.
Aquest va ser el primer any del regnat de l'entrenador Jack Ramsay. La seva dècada amb Portland solidificaria la seva reputació com un dels tècnics més creatius de la lliga. També va ser l'any en el qual quatre equips de la ja desapareguda ABA es van unir a l'NBA (Denver Nuggets, New York Nets, Indiana Pacers i San Antonio Spurs). La fusió va portar a una reorganització de les estrelles de la lliga, per la qual cosa Portland va adquirir a Maurice Lucas amb la segona elecció del draft de dispersió de l'ABA. No obstant això, l'arribada de Lucas no va ser gratuïta, ja que els Blazers van haver de traspassar a Geoff Petrie i Steve Hawes per la segona posició. De manera posterior, i amb polèmica inclosa, la franquícia va vendre a Wicks als Boston Celtics.
Amb una plantilla renovada i jugadors joves que ràpidament es van emmotllar a la lliga, els nous Blazers eren un equip fort a meitat de la temporada per primera vegada en la seva història. Walton i Lucas van representar a Portland en l'All-Star Game de 1977, encara que Walton es va perdre el partit per lesió. Però tard o d'hora la temporada se'ls va començar a fer llarga i l'equip va flaquejar el febrer i el març amb una marca de 10-16 en els dos mesos. No obstant això, amb un perfecte 5-0 a l'abril, els Blazers van entrar en forma als playoffs.
El fenomen conegut com a Blazermania va començar a fer efecte. El 5 d'abril encara estaven disponibles algunes entrades en el Memorial Coliseum quan l'equip es va enfrontar amb els Detroit Pistons davant 12.359 espectadors. Aquell va ser l'últim dia que un afeccionat podia comprar una entrada. Des d'aquest dia i continuant fins a mitjan Anys 1990, cada partit a casa de Portland era un èxit taquiller. La capacitat del pavelló va ser de 12.666 fins a 1988, quan va ser ampliat fins a 12.854 i més tard fins a 12.888.
El debut dels Blazers en els playoffs va ser davant els Chicago Bulls en la primera ronda. L'equip va guanyar el primer partit dels playoffs de la seva història per 96-83 el 12 d'abril de 1977, i cinc dies més tard va tancar l'eliminatòria en guanyar el seu segon partit. En les Semifinals de Conferència el rival va ser Denver Nuggets, als quals van vèncer per 4-2 i es van enfrontar en les Finals de Conferència amb Los Angeles Lakers de Kareem Abdul-Jabbar. Sorprenentment, els Blazers es van desfer dels californians en quatre partits. En les Finals de l'NBA, uns Philadelphia 76ers liderats per Julius Erving van intentar baixar del núvol en la qual vivien als Blazers. Els 76ers van guanyar els dos primers partits de la sèrie a Filadèlfia. De tornada a casa, els Blazers van derrotar els 76ers per 129-107 en el tercer partit, i per 130-98 al quart, igualant així l'eliminatòria. Tres dies després, Portland va donar la volta a la sèrie guanyant el cinquè duel.
La sisena trobada va tenir lloc en el Memorial Coliseum el 6 de juny de 1977. Erving va anotar 40 punts en el partit, però els Blazers van sortir vencedors per 109-107 i es van convertir en els nous campions de l'NBA en la primera participació de l'equip en els playoffs en la seva història. Walton va aportar 20 punts, 23 rebots, 7 assistències i 8 taps, i va ser nomenat MVP de les Finals de l'NBA. Walton era l'estrella i el jugador més famós dels Blazers, amb la seva ostentosa personalitat, les seves inclinacions contraculturals (que encaixaven amb l'ambient general que existia a Portland a mitjan Anys 1970) i el seu estil intens i intel·ligent del joc. Però la victòria dels Blazers va ser el triomf d'un equip ben equilibrat sobre una col·lecció de més brillants talents individuals. Aquesta tendència de joc ja s'havia vist al llarg de la dècada en els campionats dels Boston Celtics, Los Angeles Lakers, New York Knicks i Warriors, basant-se en el joc col·lectiu per sobre de les individualitats.
Lucas va liderar a l'equip en minuts jugats i en anotació, amb una mitjana de 20.1 punts. Dave Twardzik va establir un nou rècord de la franquícia en percentatge de tirs de camp amb un 61.2%, mentre que Walton ho va fer en l'apartat rebotador amb 14.4 per partit i en taps amb 3.25 per nit. El base de segon any Lionel Hollins va liderar en assistències amb 4.1 i en robatoris de pilota amb 166.

### 1977-83: Sense èxit en els playoffs
Els actuals campions no van tenir problemes en la temporada regular 1977-78 i van accedir fàcilment als playoffs després de guanyar 58 partits, el millor registre en l'NBA. El febrer marxaven amb un 50-10, incloent un rècord de 26 victòries consecutives a casa (34 seguides ajuntant també la temporada anterior). A final de temporada van sorprendre amb un negatiu balanç de 8 victòries i 14 derrotes, i ja en els playoffs, van caure eliminats en les Semifinals de Conferència pels Seattle SuperSonics. Walton, en canvi, va ser premiat amb el MVP de la temporada, primera i única vegada que un jugador dels Blazers rep aquest guardó en la història. El pivot també va ser inclòs en el millor quintet de la temporada, mentre que Lucas va formar part del segon. Walton, Lucas i Hollins van disputar l'All-Star Game i els tres van estar en el millor quintet defensiu de l'NBA.
En el tercer any de Ramsay al capdavant de l'equip, els Blazers van aconseguir 45 victòries, 13 menys que la temporada anterior. Seria el primer curs d'un model que li acompanyaria fins entrats els anys 80; bones i profundes plantilles, amb jugadors notables encara que no espectaculars, amb les quals finalitzarien campanyes amb almenys 40 victòries però amb poc èxit en els playoffs. En la temporada 1978-79, Walton es va perdre la temporada completa per una fractura per estrès en el peu, sent l'inici dels problemes físics que el limitarien fins al final de la seva carrera. A final de temporada, es va convertir en agent lliure i va fitxar pels San Diego Clippers.
Portland va continuar amb la seva perllongada costa avall en la temporada 1979-80, guanyant solament 38 partits. Tom Owens va liderar a l'equip en anotació amb 16.4 punts per partit, la segona mitjana més baixa en la història de l'equip per a un líder anotador dels Blazers. Calvin Natt, un dels millors jugadors de Portland, va arribar procedent dels New Jersey Nets en un traspàs per Lucas. Natt va jugar els últims 25 partits de la temporada regular i va fer una mitjana de 20.4 punts per nit amb la samarreta dels Blazers.
Els Blazers van entrar en els 80 amb un equip construït entorn del pivot Mychal Thompson i al base Jim Paxson, les primeres rondes de l'equip en el Draft de 1979. Portland va aconseguir 45 victòries i va semblar prendre la direcció correcta. No obstant això, en els playoffs va caure tot just començar per quart any consecutiu. En la temporada següent, els Blazers no es van classificar pels playoffs per primera vegada des de 1976 (i la última fins al 2004) després de signar un balanç de 42-40. Thompson va liderar a l'equip en anotació amb 20.4 punts per partit, en rebots amb 11.7 i en minuts jugats amb 39.6, batent un rècord de franquícia en aquest apartat estadístic.
En la temporada 1982-83 van aconseguir un registre de 46 victòries i 36 derrotes. En els playoffs van passar de la primera ronda per segona vegada en la seva història després d'eliminar fàcilment als Seattle SuperSonics. El punt àlgid de l'equip va arribar el 21 de novembre de 1982 després d'endossar un 129-79 als Cleveland Cavaliers, sent aquests 50 punts de diferència el major marge de victòria en la història dels Blazers. El capità Paxson va ser el màxim anotador de l'equip amb 21.7 punts per partit, secundat per Natt amb 20.4.

### 1983-89: Pocs canvis amb Drexler

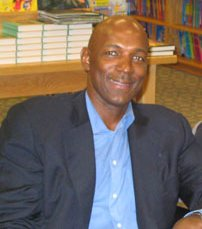
Clyde Drexler va arribar als Blazers el 1983.

El 48-34 en la temporada 1983-84 va ser el millor rècord dels Blazers en els últims set anys. Però el major assoliment de l'equip va arribar abans del començament de la temporada, quan Portland va seleccionar en la 14ª posició del Draft de 1983 a Clyde Drexler de la Universitat de Houston. Drexler va gaudir d'una modesta temporada de Rookie (7.7 punts per partit), però en un futur es convertiria en un perenne All-Star, un integrant del mític Dream Team, en la força motriu dels Blazers subcampions de l'NBA a principis dels 90 per partida doble i en el màxim anotador en la història de la franquícia.
En la temporada 1984-85 l'equip va passar més problemes dels esperats per aconseguir un lloc en la postemporada, guanyant 6 partits menys que l'any anterior però arribant una ronda més lluny en els playoffs. Igual que el 1983, els Lakers van eliminar els Blazers en les Semifinals de Conferència per 4-1. Abans que la temporada comencés, la franquícia va traspassar a Calvin Natt, Wayne Cooper, Fat Lever i una elecció de primera ronda de draft als Denver Nuggets a canvi del tirador Kiki Vandeweghe. Aquest va liderar als Blazers en anotació amb 22.4 punts per partit i va aconseguir un rècord de franquícia amb el seu 89.6% en tirs lliures. Drexler va millorar fins als 17.2 punts, va capturar 217 rebots ofensius i va robar 177 pilotes (líder del seu equip en ambdues categories). El pivot Rookie Sam Bowie, qui va ser triat en la segona posició del Draft de 1984 per davant de Michael Jordan, va mostrar tímidament les seves habilitats, encara que la seva carrera seria castigada per les lesions com li va ocórrer a Bill Walton.
En la temporada 1985-86, l'equip va caure en picat. Va aconseguir un balanç de 40-42, acabant per sota del 50% en victòries per primera vegada des de 1980, i va ser eliminat en la primera ronda pels Denver Nuggets.

### 1992-98: Perduts a la primera ronda
Al final de la temporada 1991-92, alguna cosa va començar a fallar. Van realitzar una oferta a la baixa al seu estel Danny Ainge, el qual, ofès, va optar per anar-se'n a Phoenix Suns. Per substituir-li, els Blazers es van fer amb els serveis de Rod Strickland, un jugador bastant controvertit. Amb una plantilla envellida, els Blazers van baixar fins a les 51 victòries i van ser eliminats en primera ronda de playoffs per Sant Antonio Spurs. Les lesions també van castigar a l'equip, amb Drexler perdent-se 33 partits i Jerome Kersey altres 17. No obstant això, la bona notícia va ser el rendiment de Cliff Robinson, que es va donar a conèixer en la NBA promediando 19.1 punts i finalitzant entre els millors taponadores de la lliga. A més, va guanyar el premi al Millor Sisè Home.
Al final de la temporada, Drexler ja s'havia convertit en el líder de tots els temps dels Blazers en pràcticament cada categoria ofensiva, incloent punts, tirs de camp, tirs lliures, rebots ofensius i robatoris. Porter, en canvi, ho va anar quant a estadístiques i triples anotadors. Durant aquesta temporada tant Drexler com Porter van superar la barrera dels 15.000 i 10.000 punts respectivament en la NBA.

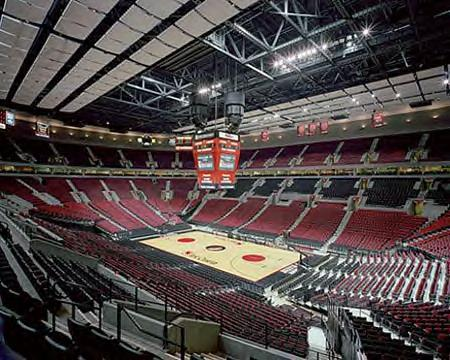
Rose Garden Arena, pavelló dels Blazers des de 1995.

Un dels episodis més escabrosos de la història dels Blazers ocorreria en la temporada 1992-93. Durant un viatge de l'equip a Salt Lake City per enfrontar-se amb Utah Jazz, diversos jugadors es van veure embolicats en un escàndol de tipus sexual arran d'una festa privada en la qual van participar diversos jugadors. La identitat dels mateixos mai va ser revelada, i no va haver-hi càrrecs criminals, però els Blazers van sancionar econòmicament a 4 jugadors.
En la temporada 1993-94, els Trail Blazers van continuar amb la seva lenta caiguda i particular reconstrucció. Strickland (17.2 punts i 9 assistències de mitjana) va substituir a Porter en el lloc de base titular i Kersey va cedir el testimoni a Harvey Grant, jugador que va arribar procedent de Washington Bullets en un traspàs per Duckworth. Chris Dudley va fitxar com agent lliure per ajudar en el rebot, però una lesió li va deixar en el dic sec la major part de la temporada. Un senyal de la transformació de l'equip va ser que Robinson es va convertir en el màxim anotador de l'equip, superant a Drexler amb 20.1 punts per nit i jugant el seu primer All-*Star Game. No obstant això, per primera vegada des de la campanya 1988-89, els Blazers van baixar de les 50 victòries, aconseguint 47. En playoffs van caure davant Houston Rockets en primera ronda, els qui fet i fet es farien amb el campionat. Rick Adelman va ser destituït després de l'eliminació i va ser reemplaçat per l'entrenador de la Universitat de Seton Hall P.J. Carlesimo. Bob Whitsitt, nomenat Executiu de l'Any en 1994 amb els Sonics, va fitxar pels Blazers al final de la temporada.
El 12 de febrer de 1995 va finalitzar una era en la franquícia amb el traspàs que enviava a Drexler, després d'11 temporades i mitja a Portland, a Houston Rockets juntament amb Tracy Murray a canvi de Otis Thorpe. Els Blazers van tancar la campanya amb un balanç de 44-38, sent Carlesimo el primer entrenador de la NBA en 25 anys a passar directament de la universitat al professionalisme i aconseguir una temporada guanyadora. Malgrat tot, l'equip va tornar a caure eliminat en primera ronda per tercer any consecutiu. Aquesta temporada també va ser l'última en el Memorial Coliseum abans de traslladar-se al nou Rose Garden en la 1995-96.
En el primer partit en el nou pavelló, els Blazers van perdre per 92-80 davant els novençans Vancouver Grizzlies. Amb tres cambres de temporada completats, el balanç de l'equip era de 26-34, però amb una ràpida remuntada de 18 victòries i 4 derrotes es van col·locar el tercer lloc de la Divisió Pacífic i van finalitzar amb un rècord de 44-38. El pivot lituà Arvydas Sabonis, seleccionat en el Draft de 1986, es va incorporar a l'equip després de brillar en Espanya i va disputar la seva primera campanya en la NBA amb 31 anys. Malgrat l'edat i els seus problemes de genoll, va ser capaç de fer una mitjana de 14,5 punts i 8,1 rebots en 23,8 minuts de joc. Robinson va tornar a liderar als Trail Blazers en anotació amb 21.1 punts per nit i Strickland, malgrat la seva gran temporada, va ser traspassat a final d'any a Washington Bullets a causa de la seva mala relació amb l'entrenador Carlesimo. A canvi, els Blazers rebien a Rasheed Wallace, jugador clau en el futur avenir de la franquícia. Portland va accedir per catorzè any consecutiu a playoffs i va tornar a ser eliminat en primera ronda, en aquesta ocasió per Utah Jazz en cinc partits. En l'últim, els Blazers van ser derrotats per 102-64, superant el rècord de menys punts en un partit de playoffs que ostentaven des de 1994 els Knicks.
Un any després, l'equip comptava amb una plantilla renovada però el resultat no va ser diferent. Els canvis van començar en juliol de 1996, adquirint en un termini de nou dies a Wallace, Isaiah Rider i Kenny Anderson. El rendiment del primer va ser immediat, promediando 15.1 punts i 6.8 rebots per partit en la seva segona temporada en la lliga i finalitzant tercer en la NBA en percentatge de tirs de camp amb un 55.8%. Anderson va liderar a l'equip en anotació amb 17.5 punts per trobada, seguit de Rider amb altres 16.1, i en assistències amb 7.1, codeándose a més amb els millors de la lliga en robatoris de pilota (1.98 per partit).
Amb secundaris com Robinson (15.1 punts), Sabonis (13.4 punts, 7.9 rebots) i el jove Gary Trent (10.8 punts, 5.2 rebots), els Blazers van arribar forts a meitat de temporada, amb una ratxa d'11 victòries consecutives a la fi de febrer que igualava a la segona millor marca en la història de la franquícia. Portland va guanyar 20 dels últims 25 partits de la temporada regular i es va classificar para playoffs com a cinquens de la Conferencia Oest (49-33). En playoffs, els Blazers van caure davant els Lakers en primera ronda per cinquena vegada consecutiva, pel que Carlesimo va ser acomiadat i Mike Dunleavy va ocupar el seu càrrec.
Ja en la temporada 1997-98, uns joves Blazers van guanyar 46 partits i van acabar a la quarta plaça de la Divisió Pacífic. La plantilla va donar un gir en relació amb la campanya anterior; Dunleavy era el nou entrenador de l'equip i nous fitxatges com Brian Grant, fitxat com agent lliure, i el base Damon Stoudamire, procedent de Toronto Raptors i Rookie de l'Any en 1996, donaven un nou aire als Blazers. Stoudamire, nadiu de Portland, va ser adquirit just abans del tancament del termini de fitxatges juntament amb Carlos Rogers i Walt Williams. A pesar que una lesió de turmell li va permetre disputar solament 22 partits amb l'equip, els Trail Blazers van signar un balanç de 13-9 amb la seva nou base al comandament. Al final de la temporada regular la franquícia va accedir per setzè any consecutiu a playoffs, enfrontant-se en primera ronda als Lakers, autors de 61 victòries durant la campanya. No obstant això, igual que va ocórrer en 1997, els angelinos van tornar a manar a casa als Blazers tot just començar.

### 1998-00: A la vora de les Finals

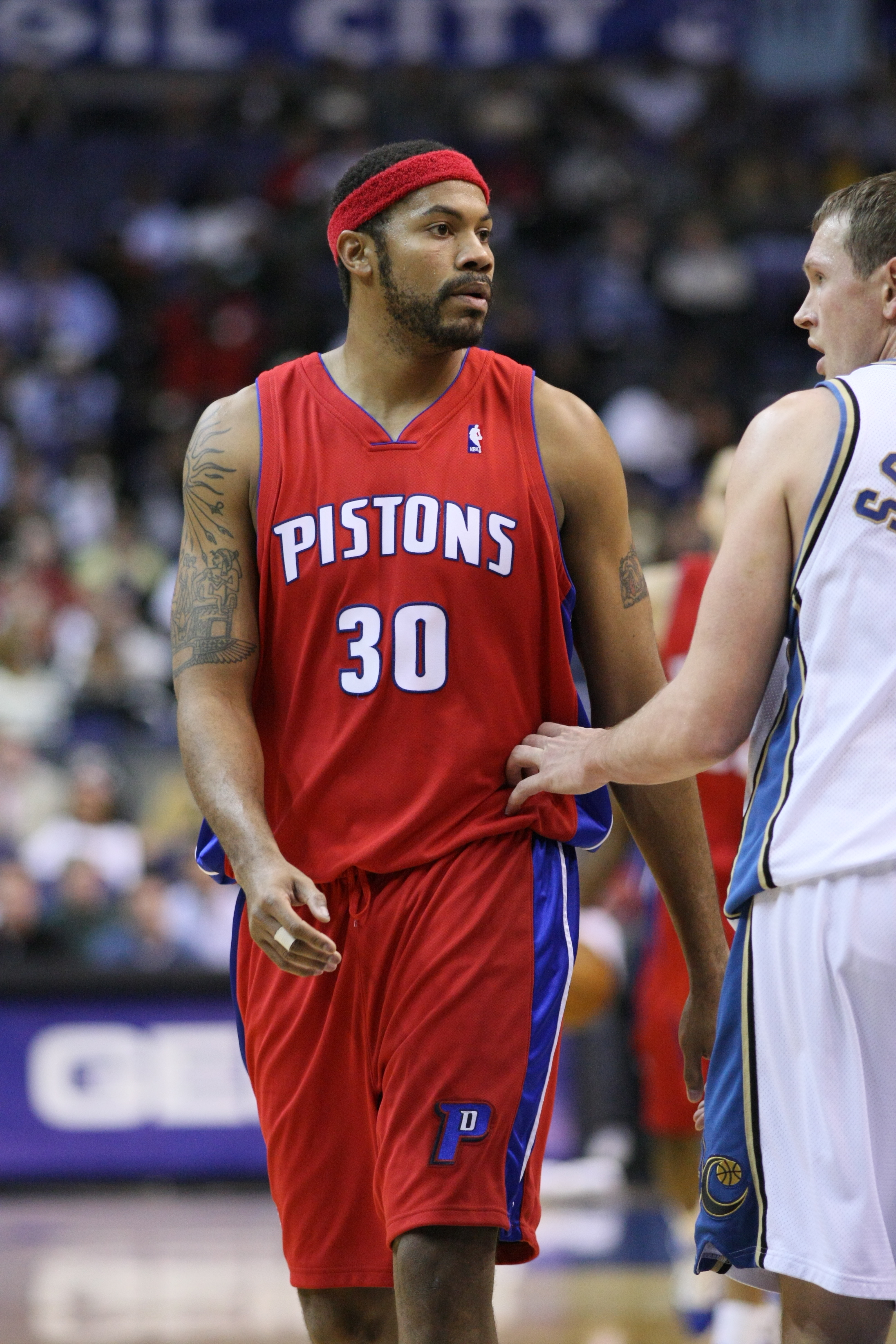
Rasheed Wallace, un dels pilars dels Blazers de finals dels 90.

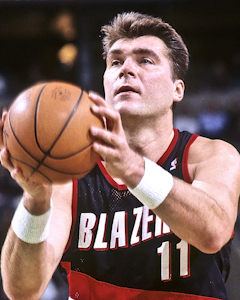
Arvydas Sabonis, un dels pilars dels Blazers de finals dels 90.

Després de sis temporades consecutives decebent en playoffs, els Trail Blazers van tornar a l'elit de la Conferencia Oest. En una temporada marcada pel tancament patronal de la lliga, en la qual es van disputar únicament 50 partits i es va cancel·lar el All-*Star Game, l'equip va guanyar 35 trobades i Dunleavy es va alçar amb el premi al Millor Entrenador de l'Any. Portland va eliminar en primera ronda de playoffs a Phoenix Suns i a Utah Jazz en Semifinals de Conferència, però va caure davant Sant Antonio Spurs en les Finals de Conferència. En el tercer partit de la sèrie, conegut com a "Memorial Day Miracle", Sean Elliott va anotar un triple des de la cantonada mancant 9 segons per al final de la trobada, donant la victòria als Spurs per 86-85. Amb aquest triomf encarrilaven l'eliminatòria, que més tard guanyarien per 4-0.
Els Blazers eren un conjunt equilibrat; Isaiah Rider era el màxim anotador amb només 13.9 punts per partit, seguit per Rasheed Wallace (12.8), Damon Stoudamire (12.6), Arvydas Sabonis (12.1) i Brian Grant (11.5), a més d'excepcionals secundaris com Walt Williams, Jim Jackson i Greg Anthony. Nou diferents jugadors van liderar nou diferents categories estadístiques. Quant al joc col·lectiu, la bona defensa de l'equip va deixar als seus rivals en 88.5 punts per partit, la millor mitjana en la història de la franquícia. Els Blazers van aconseguir un altre rècord amb el 41.7% en tirs de camp.
En l'últim partit de la campanya 1999-00, l'equip va perdre davant els Denver Nuggets 96-95 i es va quedar a tan sol una victòria de les 60. En playoffs va eliminar sense massa problemes a Minnesota Timberwolves i a Utah Jazz, plantant-se en les Finals de Conferència per segon any consecutiu. En elles, amb els Lakers com a rivals, es va arribar a la setena trobada en el Staples Center amb la sèrie igualada a 3. Els Blazers van ser la major part del partit guanyant còmodament, arribant 73-58 a l'última cambra, en el qual els Lakers van iniciar una remuntada que va incloure un parcial de 31-11 en els últims 11 minuts i van ser superats en el marcador per 89-84.
Durant la temporada, Wallace va ser seleccionat per jugar per primera vegada el All-*Star Game i va liderar als Trail Blazers en anotació amb 16.4 punts per partit, a més de finalitzar cinquè en la lliga en percentatge de tirs de camp amb un 51.7%. Scottie Pippen, que havia arribat a l'equip en estiu procedent de Houston Rockets, va ser triat en el segon millor quintet defensiu. L'equip també va aconseguir diversos rècords, aconseguint la seva millor marca a casa de la història (29-12), i tant en el mes de novembre (11-3) com en el de febrer (12-2).

### 2000-07: Set anys de travessia pel desert
Els Blazers porten al final de la temporada regular 2000-01 amb un dels millors rècords de la Conferencia Oest i guanyant 17 dels últims 20 partits. No obstant això, després de caure 105-97 a casa davant Vancouver Grizzlies, l'equip va entrar en una ratxa negativa en la qual solament van vèncer en 8 de 22 trobades encara que va aconseguir la classificació pels playoffs. No obstant això, els Lakers una vegada més es van encarregar de la seva eliminació en primera ronda en tres partits. Wallace va signar la millor temporada en la seva carrera amb 19.2 punts i un 50.1% en tirs de camp.
Maurice Cheeks es va convertir en el nou entrenador dels Blazers després de la marxa de Dunleavy, debutant així com tècnic en la NBA. El resultat va ser pràcticament idèntic al de la temporada anterior, perdent un partit més en lliga regular (49-33) i caient en primera ronda de playoffs davant els Lakers per 3-0.
Els Blazers tenien perspectives prometedores per la campanya 2002-03, però lamentablement no es van complir els objectius. L'equip no va estar fort en atac, promediando solament 80 punts en els primers 10 partits de temporada i permetent als rivals cistelles fàcils. Amb la lesió de genoll del veterà Pippen, els Blazers van entrar en una costa avall de la qual els va costar sortir, signant un pobre balanç de 8 victòries i 10 derrotes al final de la temporada i caient fins al sisè lloc de l'Oest. En playoffs es van enfrontar contra Dallas Mavericks, autors de 60 victòries en temporada regular. Malgrat començar l'eliminatòria amb un 3-0 a favor dels texans, els Blazers no van tirar la tovallola i van igualar la sèrie guanyant tres trobades consecutives malgrat la plaga de lesions. En el setè partit, Portland va ser a punt de fer història fins que els Mavericks van estrènyer en els minuts finals i es van fer amb la victòria. D'haver guanyat els Blazers, s'haguessin convertit en el primer equip a remuntar un 3-0.
En la temporada 2003-04, els Blazers no es van classificar para playoffs per primera vegada en 22 temporades. No obstant això, la bona notícia va ser el gran nivell mostrat per Zach Randolph, que en el seu tercer any de professional promedió 20.1 punts, 10.5 rebots i 2 assistències per partit, liderant als Blazers en dobles-dobles amb 43. Va ser guardonat amb el premi al Jugador Més Millorat i es va convertir en el primer blazer en 21 anys a fer una mitjana de 20 o més punts i 10 o més rebots per trobada. Durant la temporada regular, dues dels jugadors principals van abandonar l'equip; Wallace se'n va anar a Atlanta (on solament va disputar un partit abans de ser traspassat a Detroit Pistons) a canvi de Theo Ratliff, Shareef Abdur-*Rahim i Dan Dickau, mentre que Bonzi Wells va fer les maletes rumb a Memphis Grizzlies.
En les dues següents temporades, els Blazers es van enfonsar en un pou del que els va costar anys sortir. Cheeks va ser acomiadat el 2 de març de 2005 i va ser reemplaçat per Kevin Pritchard, qui va mantenir el control de l'equip fins al final de temporada. En juliol de 2005 es va anunciar el fitxatge de Nate McMillan com a nou entrenador dels Trail Blazers. Amb la seva arribada, la millora no va ser imminent, ja que l'equip continuava amb el pobre nivell de joc mostrat en els últims temps; en dos anys van aconseguir 47 victòries, i en la 2006-07, malgrat tímides millorances, solament van guanyar 32 partits. Brandon Roy, seleccionat per Minnesota Timberwolves en la sisena posició del Draft de 2006 però traspassat posteriorment als Blazers, va ser nomenat Rookie de l'Any en la seva primera temporada en la NBA. Roy va ser el tercer jugador dels Blazers a rebre el premi, unint-se així a Geoff Petrie i Sidney Wicks.

### 2007-2010: Saba nova a Portland

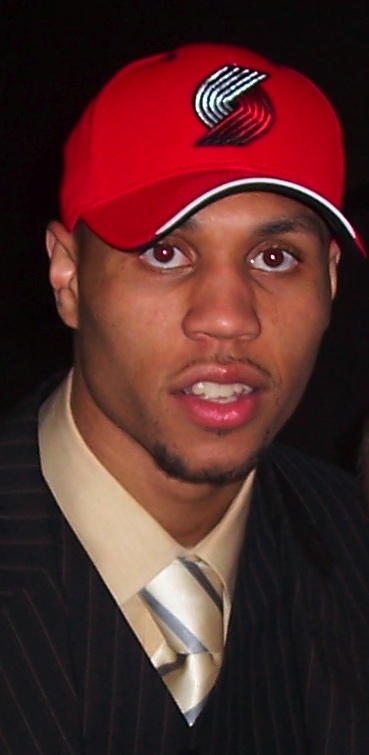
Brandon Roy va guanyar el Rookie de l'Any el 2007, però es va veure llastrat per les lesions.

Els Blazers van guanyar la loteria del draft de 2007 i van seleccionar en la primera posició al pivot de Ohio State Greg Oden, cridat a dominar la lliga en un futur. No obstant això, l'eufòria va finalitzar aviat amb la lesió de genoll d'Oden en pretemporada que li obligava a passar pel quiròfan i perdre's tota la temporada regular.
Malgrat tot, els Blazers van tenir un començament molt gris, guanyant 5 dels primers 18 trobades. Però en desembre, l'equip va despertar i va guanyar 13 partits consecutius que li van donar a McMillan el reconeixement d'Entrenador del Mes i a Roy el de millor jugador de la setmana per partida doble. Roy també va ser seleccionat per disputar el All-*Star Game de 2008, el primer All-*Star de Portland des de Wallace en 2001. Els Blazers van finalitzar la temporada amb un registre de 41-41, el tercer millor des de la 2002-03, i encara que fora de llocs de playoffs, el futur s'oferia prometedor en la franquícia amb la incorporació d'Oden en la següent campanya.
Per al començament de la temporada 2008-09 els Blazers apareixien com un equip jove, talentós i sense problemes legals, alguna cosa estrany en els últims anys de la franquícia. El nucli format pels emergents estels Brandon Roy (segona vegada All Star), LaMarcus Aldridge i el recuperat Greg Oden van aconseguir un rècord de 54 victòries i el quart lloc global en la Conferencia Oest. No obstant això, i a pesar que els analistes eren molt optimistes sobre les possibilitats de l'equip, els Houston Rockets els van eliminar en primera ronda amb un resultat de 4-2

### 2010-13: La mala sort s'encarnissa amb Portland

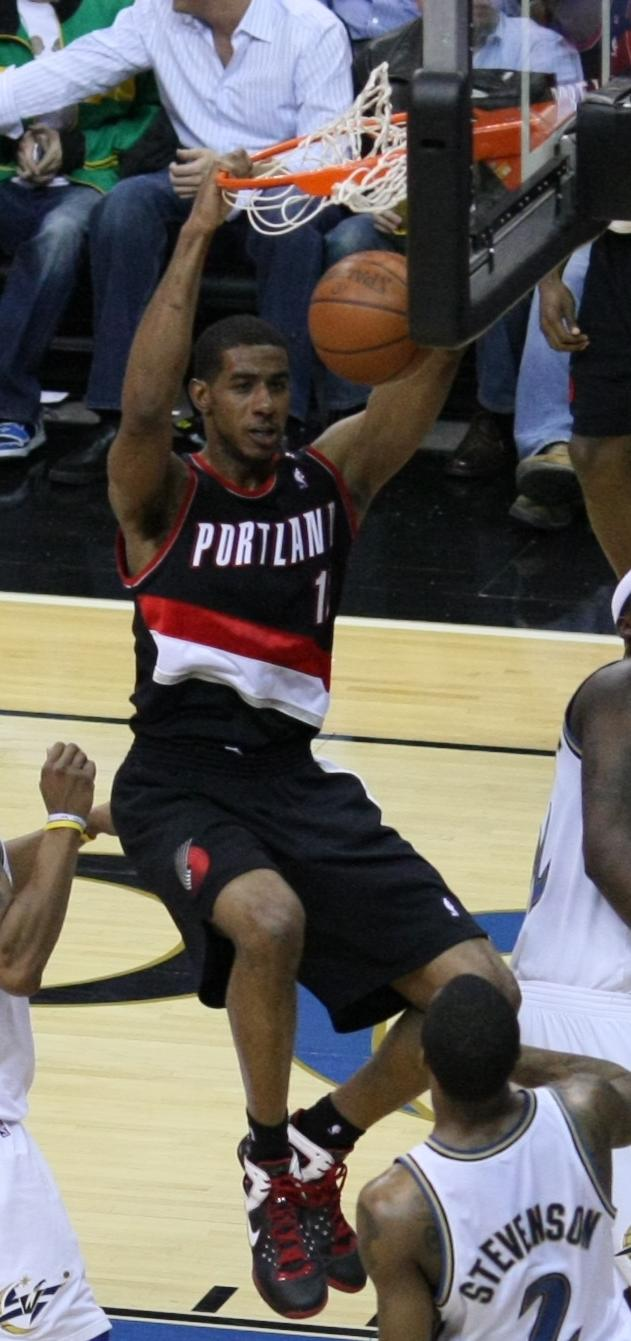
LaMarcus Aldridge

La temporada 2009-10 començava amb expectatives de barallar el liderat de la Conferència Oest. Però la successió de lesions, començant pel pivot Oden (tota la temporada fos), el seu suplent Joel Przybilla, Batum i l'estel de l'equip Brandon Roy (més de 15 partits i la primera ronda de playoffs), a més dels suplents Rudy Fernández i Travis Outlaw. Tot això va minar la confiança de l'equip. Així i tot els Blazers van acabar amb un rècord de 50-32 i el sisè lloc en la conferència, en part gràcies a la regularitat dels veterans Andre Miller, Marcus Camby i LaMarcus Aldridge. Els Blazers finalment van caure en primera ronda de playoffs davant Phoenix Suns.
Per a la temporada 2010-11 va arribar un nou mánager general, el birmà-nord-americà Rich Cho. Els Blazers van adquirir una gran quantitat de rookies, Armon Johnson, Luke Babbitt i Elliot Williams, a més de Wesley Matthews, injuriat pels Utah Jazz. Igual que en l'anterior sessió, els Blazers es van veure assetjats per les lesions. Jeff Pendergraph i el rookie Elliot Williams van sofrir lesions de genoll que els van llastrar tota la temporada. El All-*Star Brandon Roy va continuar amb els seus sempiternas lesions de genoll que el van obligar a operar-se el gener de 2011, deixant el seu futur en el basket en l'aire. Marcus Camby també va sofrir lesions. No obstant això, les lesions van tenir alguna cosa positiu, LaMarcus Aldridge va emergir com a líder de l'equip i Wesley Matthews va reemplaçar dignament a Roy. Pensant que els Blazers encara podien fer un bon paper en playoffs, Rich Cho va executar un gran traspàs amb Charlotte Bobcats al febrer de 2011. Dante Cunningham, Joel Przybilla i Sean Marks van desembarcar en Charlotte a canvi del All-*Star Gerald Wallace. Malgrat tot, els Blazers van tornar a ser eliminats en primera ronda de playoffs, aquesta vegada per Dallas Mavericks, fet i fet campions.
Abans de finalitzar la temporada, els Blazers van acomiadar a Rich Cho, oficialment per desavinences amb el propietari dels Blazers, Paul Allen. El 23 de juny, els Blazers van escollir en el draft a Nolan Smith i Jon Diebler, aquest mateix dia van executar un traspàs a tres bandes entre Dallas Mavericks i Denver Nuggets, Andre Miller desembarcava en Denver i Rudy Fernández en Dallas, per la seva banda, els Blazers rebien al base de Denver Raymond Felton i al finlandès Petteri Koponen, el qual mai es vestiria amb la samarreta de Portland.
Per a la temporada 2011-12 i després del lockout, s'anunciava que Brandon Roy es retirava a causa de les seves lesions, també l'equip rescindia el contracte a Greg Oden, no recuperat encara de les seves lesions, també es marxaria Chris Johnson. El nou mánager de Portland, Txad Buchannan, es va veure obligat a signar tres agents lliures: Kurt Thomas, Jamal Crawford i Craig Smith. El març de 2012, es va produir un altre traspàs a tres bandes, Portland enviava a Marcus Camby a Houston Rockets a canvi de Hasheem Thabeet i Jonny Flynn, al seu torn, Portland enviava a Gerald Wallace a New Jersey Nets per Mehmet Okur i Shawne Williams, Portland a més rebia la primera ronda de Nets del draft del 2012. Malgrat la gran quantitat de reforços adquirits, i amb el lideratge de Aldridge i el francès Nicolas Batum, els Blazers van acabar amb un 28-38 i fora de playoffs.
La 2012-13 s'intuïa de transició per a Portland. El base Damian Lillard va ser triat en sisena posició del draft, i el pivot Meyers Leonard en onzena. L'espanyol Víctor Claver, triat en posició 22 del draft de 2009, es va incorporar a l'equip.

### 2013-2015: L'era de Aldridge i Lillard
Per la 2012-13, els Blazers fan un pas avanci amb el lideratge de Aldridge i la irrupció de Lillard deixant-los el gener de 2013 amb un rècord de 20-15. Però les lesions tornen a assotar a l'equip a jugadors com Aldridge, Batum i Matthews, la qual cosa va fer que els Blazers van tenir una ratxa de 13 partits seguits perdent, la major en la història de la franquícia. Finalment l'equip va acabar amb un global de 33-49. El base Lillard va guanyar el Rookie of the Year per decisió unànime (l'únic al costat de Ralph Sampson, David Robinson i Blake Griffin), després de fer una mitjana de 19 punts i 6,5 assistències per partit.
Per la 2013-14 els rumors sobre una possible sortida de Aldridge van començar a sacsejar a l'equip. En el draft escollien a C.J. McCollum, el qual es va lesionar poc abans de començar la temporada. L'equip va mostrar una regularitat inesperada liderats pel gran rendiment de Aldridge i Lillard i un bloc compacte.

### 2016-2017: El nou Portland
Després de la sortida de Aldridge als Sant Antonio Spurs, Lillard al costat de l'escorta C.J. McCollum van portar en les seves espatlles a l'equip, enfrontant-se als continus problemes defensius a causa de la falta de jugadors interiors i les sempre presents lesions, a meitat de temporada es realitzo un moviment que li donaria esperança a l'equip en l'àmbit defensiu traspassant al pivot Mason Plumlee a canvi de Jusuf Nurkić, l'equip va aconseguir entrar en els playoffs en la vuitena posició amb un record de 41-41, encara que les lesions van atacar a Nurkić i es va perdre els primers partits de la primera ronda, els Trail Blazers van ser escombrats amb un 4-0 pels Golden State Warriors els qui posteriorment guanyarien el campionat.